# Гай Фунданий Фундул
Гай Фунданий Фундул (лат. Gaius Fundanius Fundulus; III век до н. э.) — римский военачальник и политический деятель из плебейского рода Фунданиев, консул 243 года до н. э. Участник Первой Пунической войны.

## Биография
Гай Фунданий принадлежал к старинному плебейскому роду, упоминающемуся в источниках с начала VI века до н. э. Согласно Капитолийским фастам, у его отца и деда были преномены Гай и Квинт соответственно.
Первые упоминания о Гае Фундании в сохранившихся источниках относятся к 248 году до н. э., когда он был народным трибуном. В это время шла первая война Рима с Карфагеном. Вместе со своим коллегой Поллионом Фундул привлёк к суду Публия Клавдия Пульхра, консула предыдущего года, потерпевшего сокрушительное поражения от карфагенян в морской битве. Первому рассмотрению дела в народном собрании помешал ливень, а при повторном рассмотрении ещё один трибун наложил своё вето. В конце концов на Пульхра всё-таки был наложен крупный денежный штраф в 120 тысяч ассов — по тысяче монет за каждый потерянный в бою корабль.
В 246 году до н. э. Гай Фунданий был плебейским эдилом. В тот год сестра Пульхра (к тому моменту уже покойного) Клавдия Квинта, попав в давку на одной из римских улиц, во всеуслышание заявила: «О, пусть оживёт мой брат и поведёт другой флот на Сицилию и погубит эту толпу, так жестоко затолкавшую меня, несчастную!» Фундул и его коллега Тиберий Семпроний Гракх привлекли Клавдию к суду за эти слова, обвинив её в оскорблении римского народа, и приговорили к крупному штрафу в 25 тысяч монет в слитках. На эти деньги было начато строительство храма Либерта на Авентинском холме в Риме.
Вершиной карьеры Гая Фундания стал консулат 243 года до н. э., коллегой по которому стал патриций Гай Сульпиций Галл. Консулы совместно вели позиционную войну на Сицилии, в районе Панорма, против карфагенского полководца Гамилькара Барки. Почти ежедневно происходили мелкие стычки, но масштабное сражение, которое бы решило исход войны, было невозможно. Это была война на истощение, в конечном итоге оказавшаяся более удачной для римлян.
Источники рассказывают только об одном эпизоде кампании 243 года до н. э. Согласно Диодору Сицилийскому, после одной стычки, в которой карфагеняне понесли особенно большие потери, Гамилькар попросил Фундула выдать тела для погребения. Но тот «заявил послам, что если они разумные люди, то нужно просить перемирия для возврата не мёртвых, но живых». Во время следующего столкновения погибло больше римлян, «так что многим показалось, что бахвальство консула встретило должное возмездие от богов»; на этот раз уже Гаю Фунданию пришлось отправлять послов к Гамилькару, и тот согласился выдать тела римских воинов, сказав, что воюет только с живыми, но не с мёртвыми.